# Ironomyiidae
Ironomyiidae McAlpine & Martin, 1966, è una piccola famiglia di insetti dell'ordine dei Ditteri (Brachycera: Cyclorrhapha). Storicamente compresa nella famiglia dei Platypezidae, attualmente è trattata separatamente. Comprende una sola specie vivente e alcune specie fossili appartenenti a generi estinti.

## Ironomyia nigromaculata
Ironomyia nigromaculata White, 1916, è l'unica specie vivente compresa in questa famiglia. Gli adulti sono insetti di piccole dimensioni, con corpo lungo circa 5 mm, associati ad ambienti forestali e caratterizzati dal volo lento. La biologia è poco conosciuta, tuttavia si conosce la forma larvale, rinvenuta nella lettiera di foglie di Eucalyptus.
Ironomyia nigromaculata è una specie endemica della regione australasiana ed è presente solo nell'Australia sudorientale e in Tasmania.

## Sistematica e filogenesi
Per le affinità morfologiche, Ironomyia era trattata, in passato, all'interno della famiglia dei Platypezidae. A differenza di Opetia, altro genere storicamente incluso nei Platypezidae e ad essi strettamente correlato filogeneticamente, Ironomyia presenta una particolare specificità e la sua posizione filogenetica è più complessa, in quanto si colloca fra i Platypezidae e il genere Sciadocera, quest'ultimo trattato, secondo i vari Autori, in una famiglia propria o in quella dei Phoridae.
La proposta di separazione in una famiglia propria si deve a McAlpine & Martin (1966), anche se pubblicazioni successive non hanno sempre concordato con questa revisione.
Oltre a Ironomyia nigromaculata, alla famiglia Ironomyiidae appartengono diverse specie fossili, classificate in generi estinti:
- Genere Cretonomyia
  - Cretonomyia pristina McAlpine, 1973 (Cretaceo superiore)
- Genere Lebambromyia
  - Lebambromyia acrai Grimaldi & Cumming, 1999 (Cretaceo inferiore)
- Genere Eridomyia
  - Eridomyia ales Mostovski, 1995 (Cretaceo superiore)
  - Eridomyia captiosa Mostovski, 1995 (Cretaceo superiore)
- Genere Hermaeomyia
  - Hermaeomyia armata Mostovski, 1995 (Cretaceo inferiore)
  - Hermaeomyia asaetigera Mostovski, 1995 (Cretaceo inferiore)
  - Hermaeomyia baisica Mostovski, 1995 (Cretaceo inferiore)
  - Hermaeomyia bellula Mostovski, 1995 (Cretaceo inferiore)
  - Hermaeomyia bisaetigera Mostovski, 1995 (Cretaceo inferiore)
  - Hermaeomyia dubia Mostovski, 1995 (Cretaceo superiore)
  - Hermaeomyia opinata Mostovski, 1995 (Cretaceo inferiore)
  - Hermaeomyia parva Mostovski, 1995 (Cretaceo inferiore)
  - Hermaeomyia saeticaudata Mostovski, 1995 (Cretaceo inferiore)
  - Hermaeomyia unisaetigera Mostovski, 1995 (Cretaceo inferiore)
- Genere Palaeopetia (sinonimo Sinolesta)
  - Palaeopetia commemorabilis Mostovski, 1995 (Cretaceo superiore)
  - Palaeopetia gemina Mostovski, 1995 (Cretaceo inferiore)
  - Palaeopetia laiyangesis Zhang, 1987 (Giurassico superiore)
  - Palaeopetia lata Hong & Wang, 1988 (Giurassico superiore)
  - Palaeopetia longisaetigera Zhang, 1987 (Cretaceo inferiore)
  - Palaeopetia mina Zhang, 1987 (Cretaceo inferiore)
  - Palaeopetia minor Zhang, 1987 (Cretaceo inferiore)
  - Palaeopetia tertia Zhang, 1987 (Cretaceo inferiore)
  - Palaeopetia volacris Zhang, 1987 (Cretaceo inferiore).

Il BioSystematic Database of World Diptera riporta delle incongruenze in merito alla posizione sistematica dei generi Palaeopetia Zhang, 1987, e Sinolesta Hong & Wang, 1988, originariamente classificate, dagli Autori cinesi, fra i Platypezidae. Mostovski (1995) ha proposto lo spostamento dei due generi e di tutte le specie comprese sotto la famiglia degli Ironomyiidae e nell'unico genere Palaeopetia, riducendo a sinonimo il nome Sinolesta. L'evidente incongruenza del BDWD risiede nell'acquisizione parziale della revisione di Mostovski (spostamento del genere Palaeopetia e della specie P. laiyangensis negli Ironomyiidae), lasciando tutti gli altri taxa fra i Platypezidae.

## Evoluzione
Le informazioni attualmente disponibili, rendono enigmatica la famiglia in merito alla sua origine. L'unica specie esistente è presente, come si è detto, nel sudovest dell'Australia e in Tasmania. Si tratta di areali tipici di neoendemismi o di paleoendemismi di tipo gondwanico, questi ultimi in realtà poco probabili per taxa il cui flusso di irradiazione si è verificato in una fase avanzata della deriva dei continenti. La singolarità degli Ironomyiidae, risiede però nell'esclusivo ritrovamento dei fossili nel Paleartico orientale e, limitatamente ad una specie, nel Neartico, mentre non si hanno ritrovamenti di fossili nelle formazioni dell'emisfero australe.
La stretta correlazione filogenetica con le famiglie più primitive fra i Cyclorrhapha, gli Opetiidae e i Platypezidae, e il ritrovamento di specie datate al Giurassico superiore, collocano questa famiglia, senza dubbio, fra i più antichi Cyclorrhapha, il cui flusso evolutivo ha avuto origine fra il tardo Giurassico e l'inizio del Cretaceo e si è protratto per l'intero Cretaceo.